# 日本文化出版
日本文化出版（にほんぶんかしゅっぱん）は、スポーツ関連雑誌・書籍を主に扱う、日本の出版社。商号は日本文化出版株式会社（NIPPON BUNKA PUBLISHING CO.,LTD.）。本社は東京都新宿区高田馬場4丁目。
1947年、日本バレーボール協会理事の前田豊の手により、スポーツ出版社から「月刊バレーボール」を創刊したのが始まり。
会社は1952年に設立された。
現在の社長は息子の前田健。

## 主な雑誌
- 月刊バレーボール
- 月刊バスケットボール
- テニスクラシック・ブレーク
- ゴルフクラシック